# Karlshamn
Karlshamn ( PRONÚNCIA) é uma cidade portuária da província histórica de Blekinge, no sul da Suécia

Está situada na costa do mar Báltico, junto à foz do rio Mieån, e está localizada a 45 quilómetros a oeste da cidade de Karlskrona.

Antiga cidade dinamarquesa, é desde longa data um importante centro de comércio de toda a região envolvente.

Tem uma área de 15,97 km2 (2018) e uma população de 20 228 habitantes (2021).

É sede da comuna de Karlshamn, pertencente ao condado de Blekinge.

## História

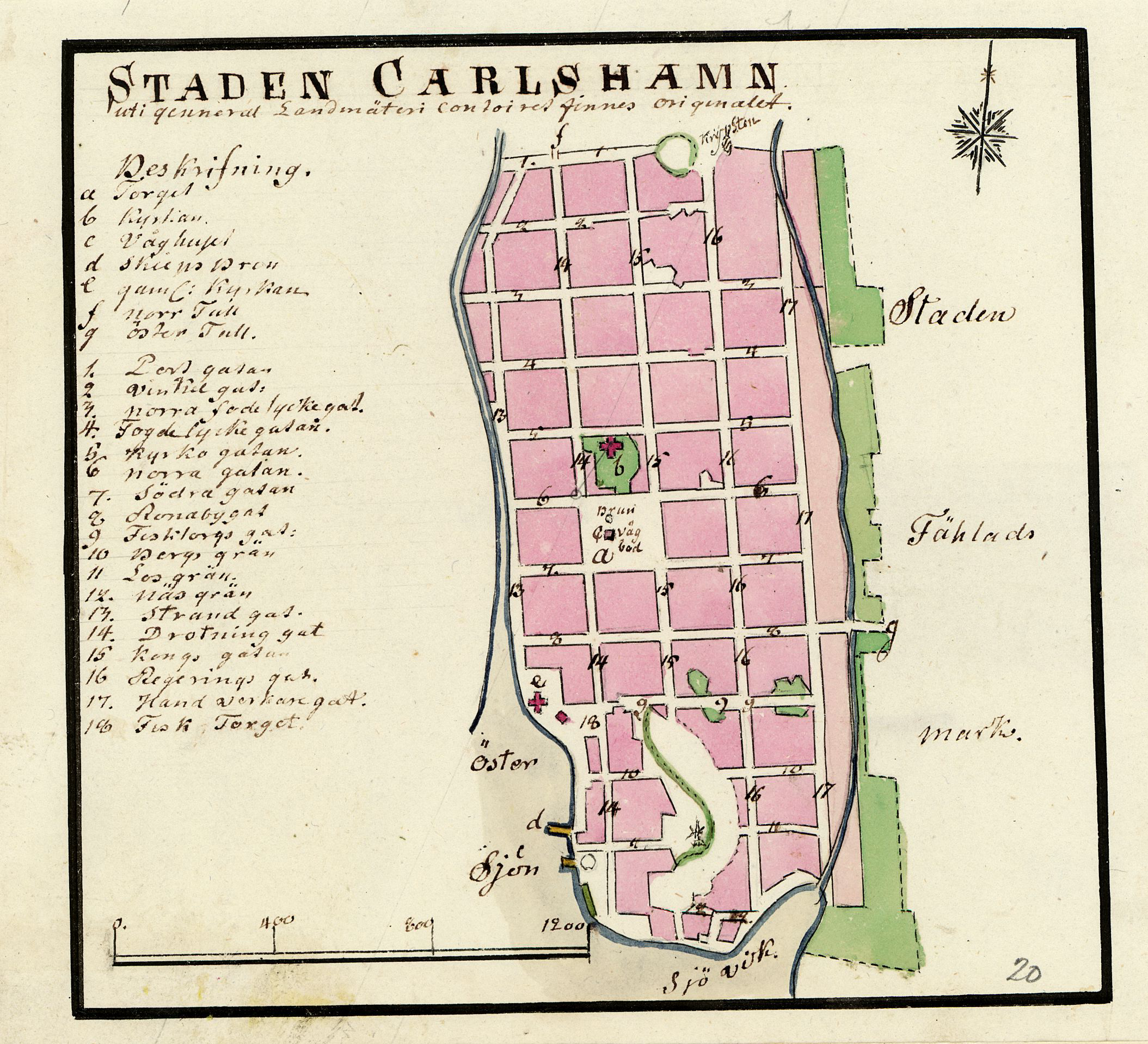
Mapa de Karlshamn no século XIX, por Fredrik Adolf Wiblingen.

A cidade tinha o nome Bodekull na época dinamarquesa, e era uma importante localidade piscatória e centro de comércio internacional. Todavia foi rebatizada para Karlshamn pelo rei Carlos X Gustavo em 1666, após o tratado de Roskilde ter transferido a soberania da província de Blekinge para a Suécia. A intenção era fazer da cidade uma base naval com estaleiro, mas no final foi a cidade vizinha de Karlskrona que ficou sendo a base naval, e Karlshamn uma cidade com economia variada, conhecida pelo fabrico de aguardente, sobretudo de punsch.

## Comunicações
Karlshamn é atravessada pela estrada europeia E22 (Trelleborg-Norrköping) e pela linha costeira de Blekinge (Kristianstad-Karlskrona). Dispõe de um importante porto de águas profundas, com uma ligação marítima por ferryboat para Klaipeda na Lituânia.

## Economia

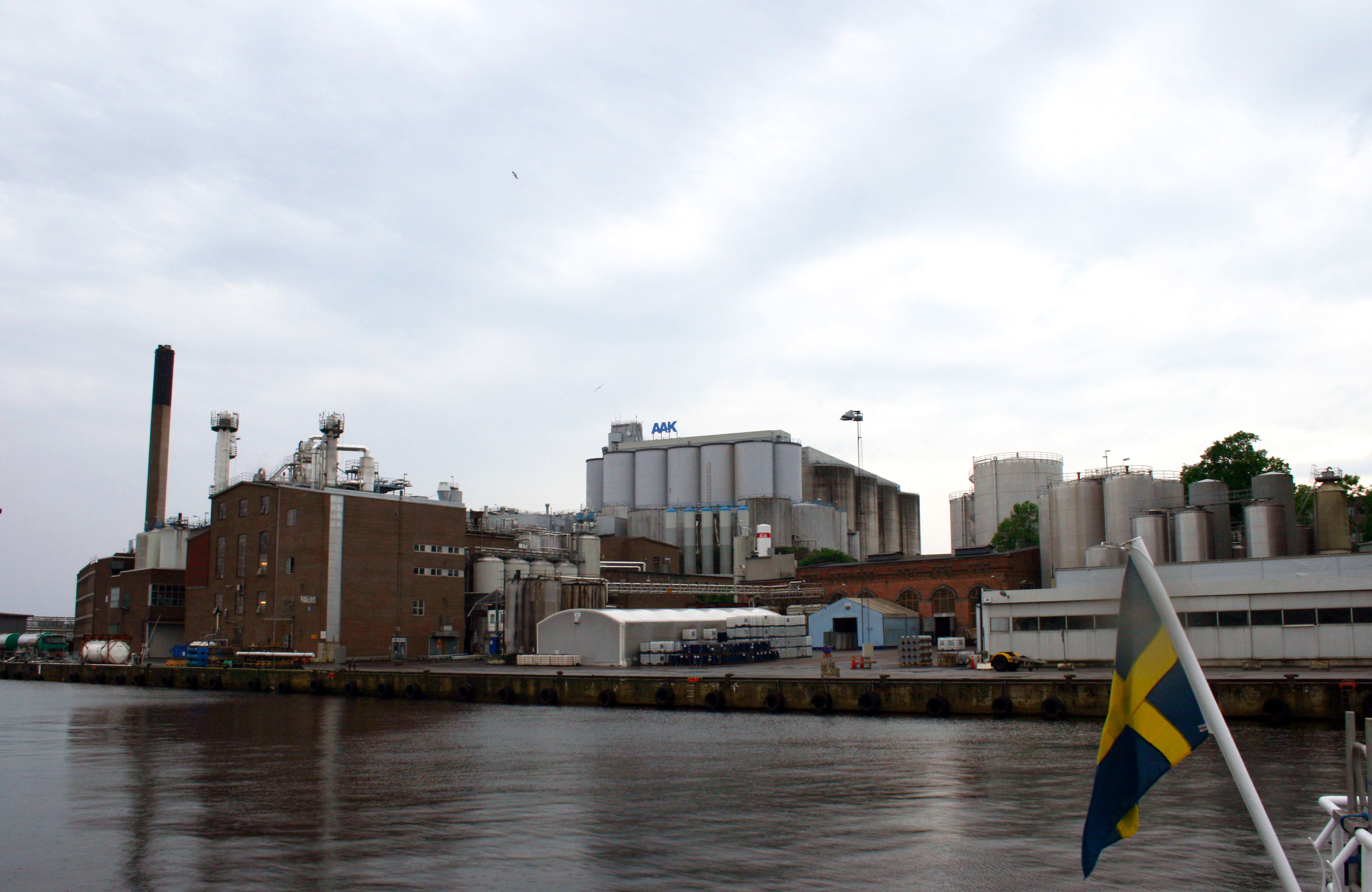
A fábrica de óleos vegetais AAK AB

A economia tradicional de Karlshamn está dominada pela indústria alimentar e pela indústria manufatureira.
Dispõe de um dos mais importantes portos da Suécia, vocacionado para a pesca, a exportação de produtos de madeira, a importação de petróleo, e a ligação marítima por ferryboat pela qual são transportados automóveis para Klaipeda na Lituânia.

## Educação

### Ensino superior
Está localizado em Karlshamn um dos três ”campus” da Escola Superior Técnica de Blekinge (Blekinge Tekniska Högskola).

## Património turístico
Karlshamn é uma das cidades suecas que melhor conservou uma atmosfera histórica com casario de madeira na parte central. Alguns pontos turísticos mais procurados atualmente são:

- Igreja de Karl Gustav (Karl Gustavs kyrka; século XVII)
- Forte (Kastellet na ilha Frisholmen; (século XVII)
- Asschierska huset (século XVII)
- Kreativum (centro turístico de descobertas científicas para todas as idades)

## Personalidades ligadas a Karlshamn
- Gunnar Adler-Karlsson (1933-2020), teórico sueco do socialismo democrático
- Per Ragnar (1941-), ator
- Alice Tegnér (1864-1943), compositora musical

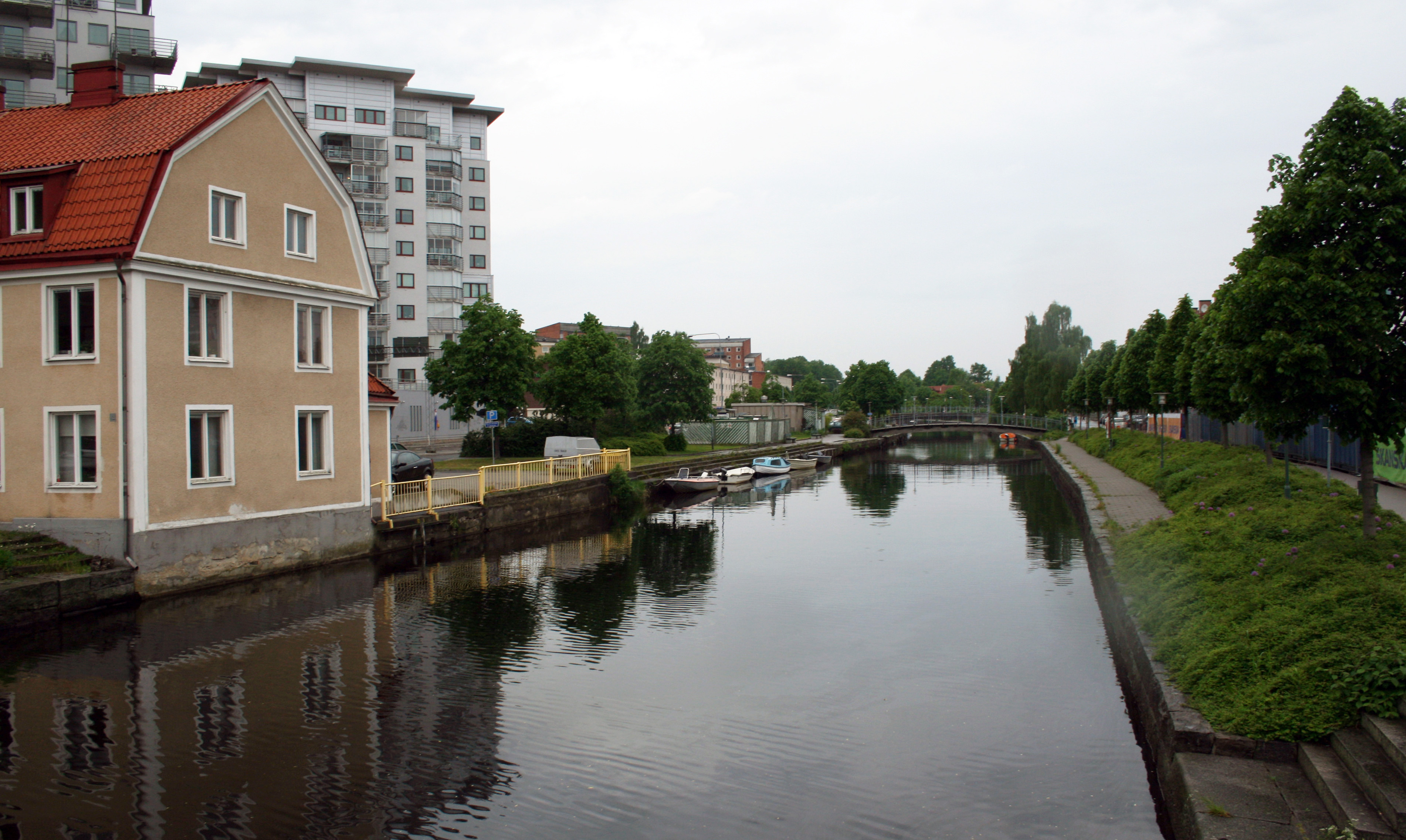
Rio Mieån em Karlshamn
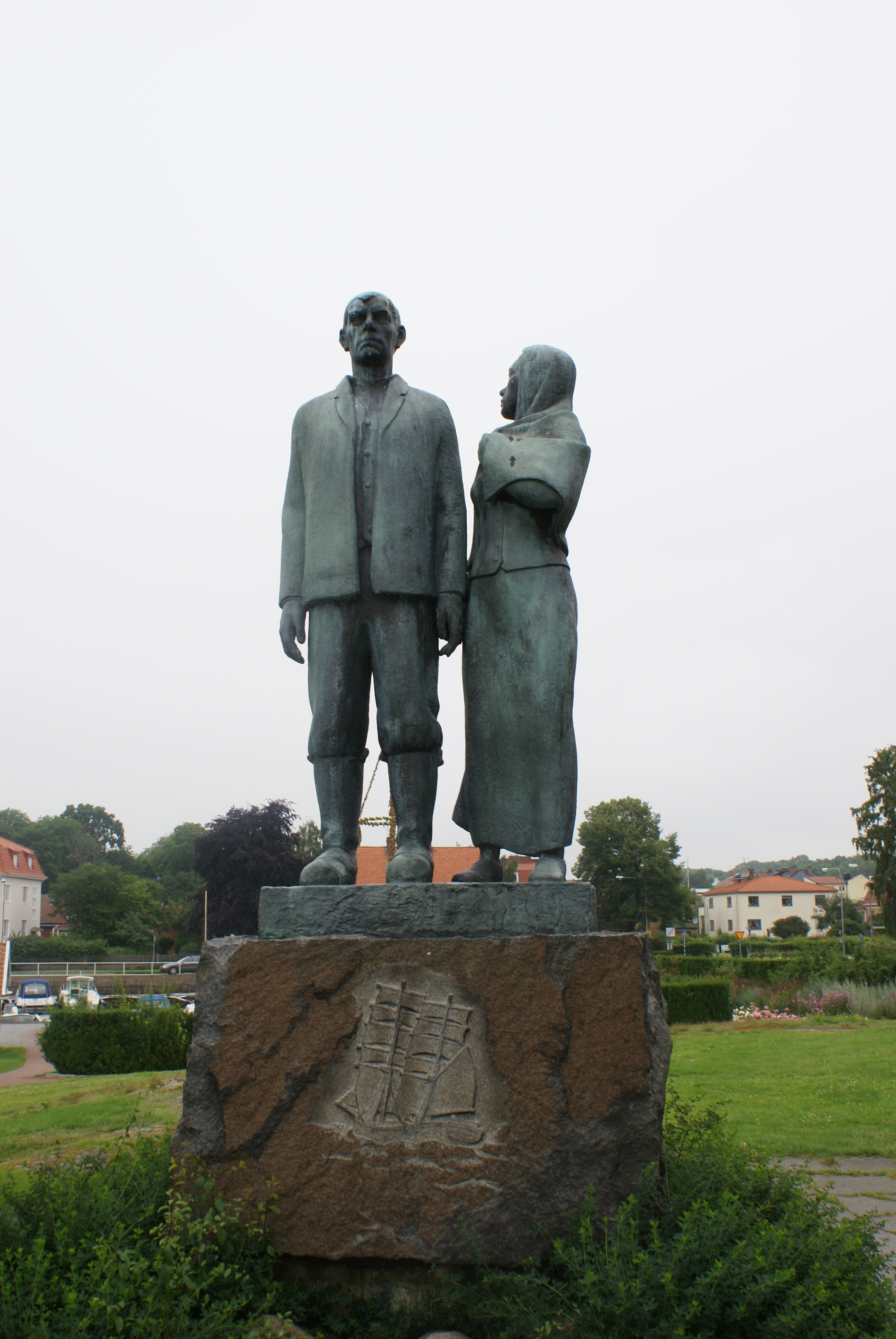
Monumento aos emigrantes
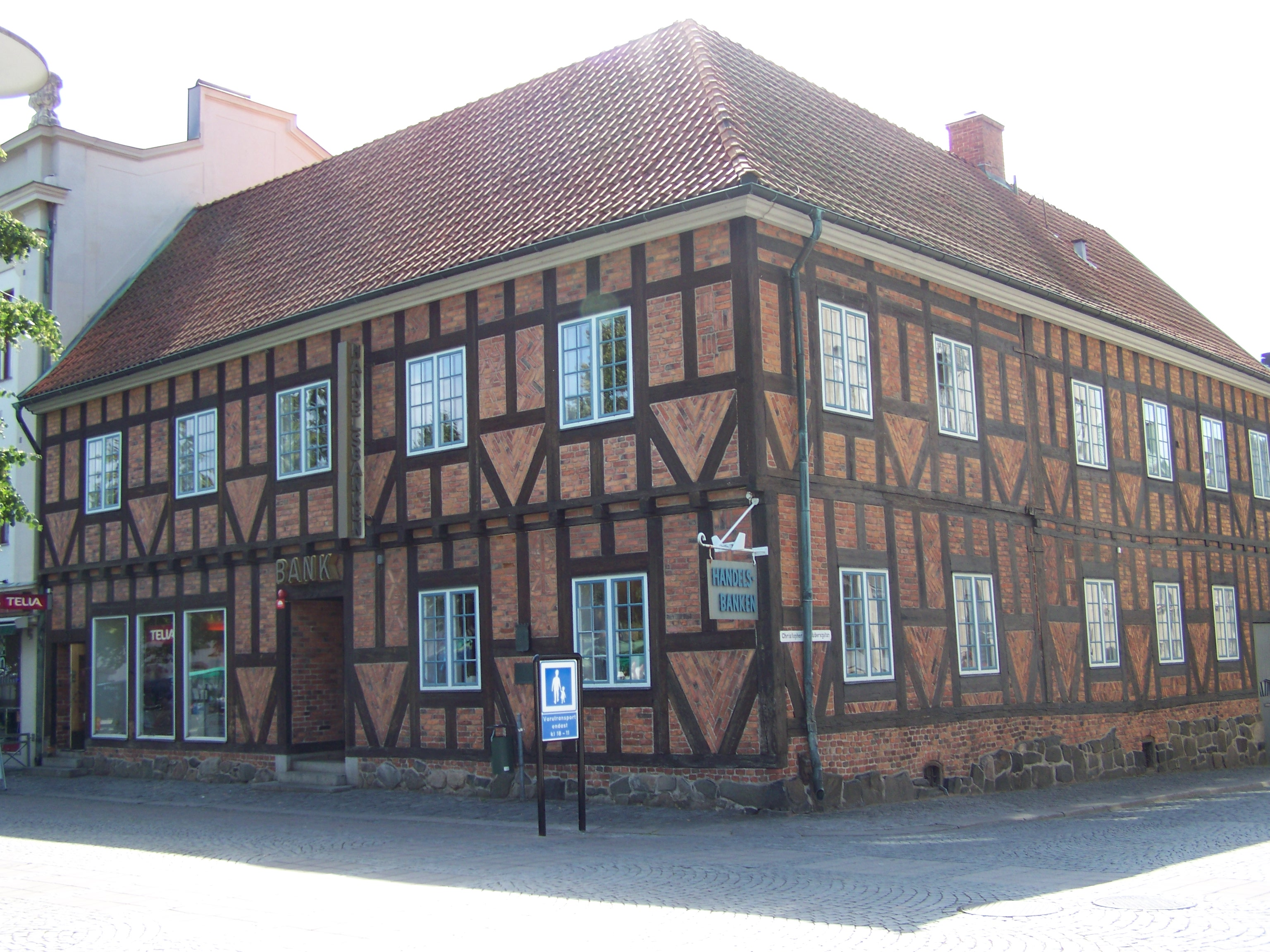
A casa Asschierska huset
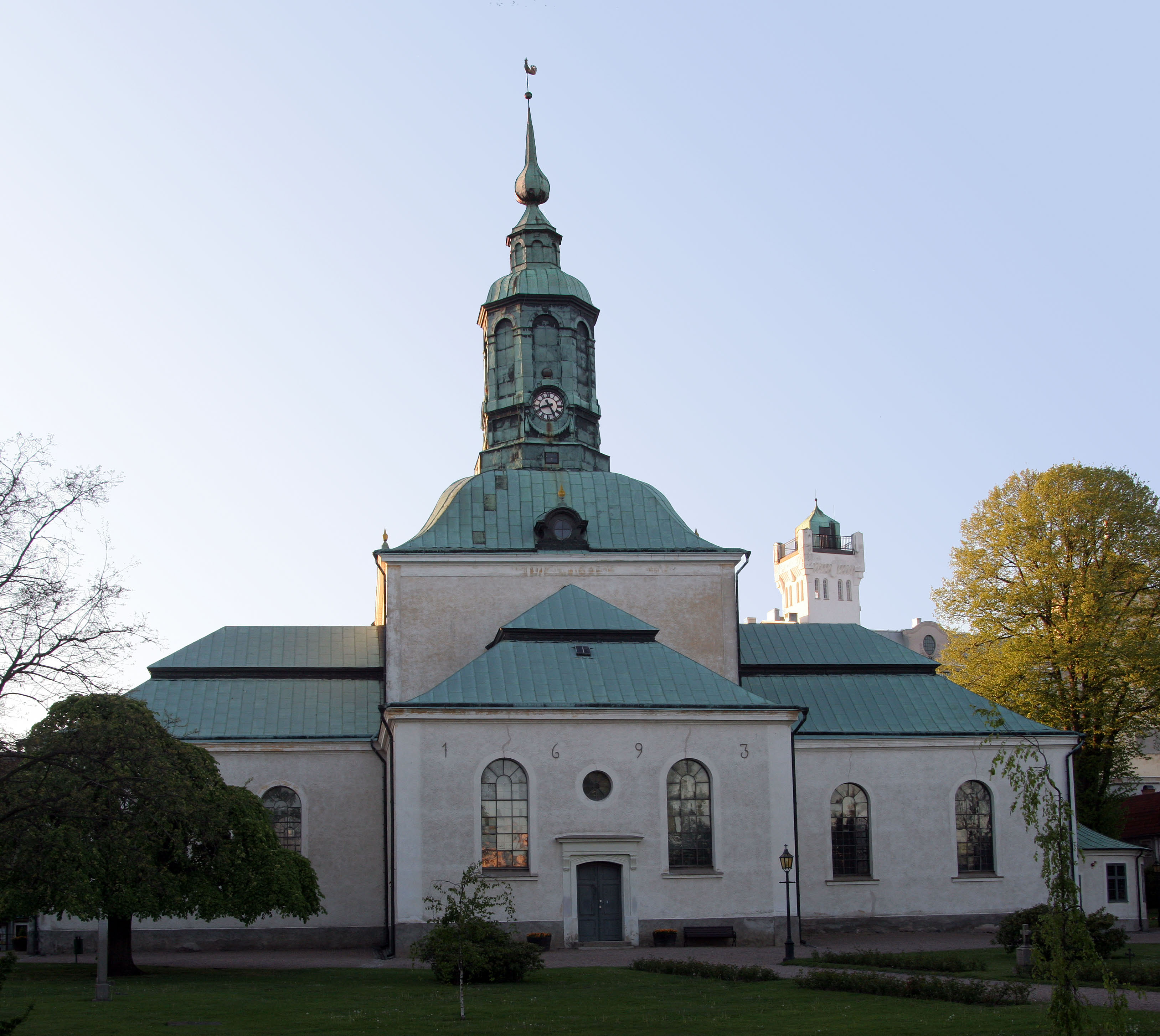
A igreja de Karl Gustav